# Carex grioletii
 (septembre 2009).
Espèce
Classification phylogénétique
La Laîche de Griolet ou Laiche de Griolet (Carex grioletii Roem. ex Schkuhr) est une plante herbacée de la famille des Cyperaceae. Elle est présente en France dans le Var, les Alpes-Maritimes et en Corse.